# Status Yo!
Status Yo! ist ein Film aus dem Jahr 2004 über die Berliner Underground-Hip-Hop-Szene und über die Jugend der Hauptstadt. In „Status Yo!“ sind alle vier Elemente des Hip-Hops („MCing“, „DJing“, „Writing“ und „B-Boying“) enthalten. Der Film handelt von Problemen in der Liebe, Arbeitslosigkeit, Rassismus- und Antirassismus, Schlägereien, Geldproblemen und einer Vatersuche. Regisseur Till Hastreiter ließ Laiendarsteller mitspielen, welche auch im wahren Leben Hip-Hopper sind oder in irgendeiner Form zur Hip-Hop-Kultur gehören, wie die Rapper Yaneq und Sera Finale.

## Inhalt
Der Film besteht aus mehreren episodenhaft erzählten Geschichten, die schließlich ein gemeinsames Ende finden.
Yan EQ versprach, die größte Hip-Hop-Party des Jahres zu geben, um von einer heimlichen Affäre abzulenken. Doch nun muss er ohne Geld Bands und Ausrüstung auftreiben. Zur gleichen Zeit wird die Affäre des kroatisch-stämmigen Saession mit einer Türkin von deren Bruder entdeckt und dieser entführt sie, um sie in die Türkei zurückzubringen. Der Rapper Sera verliert wegen Drogen seinen Job und seine Wohnung, nun muss er sich eine neue Bleibe suchen. Graffiti-Sprayer Tarek sucht einen weißen Zug ganz allein für seine Werke.

## Produktion und Veröffentlichung
Der Film wurde 2004 unter der Regie und nach dem Drehbuch von Till Hastreiter von Discofilm und gute filme produziert.

### Kino
Am 4. November 2004 kam Status Yo! in die deutschen Kinos. Am 21. August 2005 wurde er beim Copenhagen International Film Festival gezeigt, 2005 kam er in die Schweizer Kinos und ab dem 12. März 2006 in Ungarn.

### CD/DVD-Veröffentlichungen
- 8. November 2004[3]: Soundtrack/Hörfilm auf CD (EAN: 0724386368706)
- 8. November 2004: Hörfilm als limitierte Doppel-CD mit 10 weiteren Tracks (EAN: 724387528109)
- 5. September 2006[3]: DVD-Veröffentlichung (EAN: 4030521451650)
- 5. September 2006: Veröffentlichung als limitierte 3-Disc-Edition (Film-DVD (Disc 1), Zusatz-DVD (Disc 2), Soundtrack-CD (Disc 3)) (EAN: 4030521707290)

## Filmmusik
Der Film hat (aufgrund der Thematik) einen sehr umfangreichen Soundtrack. Der Soundtrack auf CD wird in diesem Fall als „Hörfilm“ bezeichnet, da er nicht nur die Musiktitel, sondern auch kurze Textsequenzen (vergleichbar mit einem Hörspiel) beinhaltet. Ein Großteil der Titel wurde von den Produzenten bzw. DJs B. Side und krutsch produziert. Die normale Hörfilm-CD umfasst 32 Titel mit rund 72 Min. Laufzeit.

## Rezeption
Die Bundeszentrale für politische Bildung schreibt von „packenden“ Episoden, die ein glaubwürdiges Subkultur-Porträt erzählen. Der Spiegel lobt den „Cineastischer Jam ohne Pädagogen-Dünkel“ und die Laiendarsteller, die nah genug an der Szene sind, um zu berühren. Der Film nehme die Szene ernst und setze zum anderen Berlin nicht erneut ein als Kulisse für hochragende Hauptstadt-Träume. Regisseur Hastreiter verfahre „am Schneidetisch mit seinen Takes wie ein DJ mit seinen Beats“ und mache den Film so zu einer eigenwilligen Großstadtsymphonie.
Laut der Süddeutschen Zeitung sind gerade die vielen einzelnen Handlungen das Manko des Films, deren Zusammentreffen wirke teils konstruiert, das Abhaken aller Teile des Hip-Hops statisch. Dennoch könne der Film „den landläufigen Hiphopper stolz“ machen und biete ein manchmal amüsantes aber wunderbares Porträt eines Teils der Jugend.